# Shenyang J-6
El Shenyang J-6 (chino: 歼 -6; designado F-6 para versiones de exportación; Designación OTAN: Farmer) es la versión de fabricación china del avión de combate MiG-19 soviético, el primer avión de producción en masa supersónico del mundo.

## Diseño y desarrollo
Aunque el MiG-19 tenía una vida relativamente corta en el servicio soviético, los chinos valoraron su agilidad, rendimiento de giro y un poderoso armamento de cañones, y lo produjeron para su propio uso entre 1958 y 1981. Mientras que el MiG básico diseñado por los soviéticos MiG-19 se ha retirado de todas las naciones, el Shenyang J-6 todavía vuela para nueve de sus 15 operadores originales, sin embargo, en una capacidad muy limitada. El fuselaje del avión J-6 contribuyó a la versión china de ataque terrestre, el Nanchang Q-5, que todavía vuela para numerosas naciones.
El J-6 era considerado “descartable” y fue pensado para operar solo durante 100 horas de vuelo (unas 100 salidas de combate) antes de ser desechado. La Fuerza Aérea de Pakistán fue capaz de extender su vida útil a 130 horas de vuelo con un buen mantenimiento.

### Descripción
El J-6 tiene una velocidad máxima 1.540 km/h a gran altitud (Mach 1.45), y un techo de vuelo de 17 900 m. Su radio de combate con dos tanques de combustible en cada ala es de aproximadamente 640 kilómetros. El J-6 está equipado con dos turborreactores Liming Wopen-6A (Tumansky R-9, versión soviética).
Además de sus tres cañones de 30 mm, la mayoría de estos están equipados con cuatro puntos de sujeción bajo las alas con capacidad  250 kg de armas cada uno, con una capacidad de carga máxima de municiones de 500 kg; El armamento típico son bombas convencionales no guiadas, cohetes de 55 mm, o misiles aire-aire PL-2 o PL-5 (versiones de chinas del misil aire-aire soviético K-13 nombre código de la OTAN: AA-2 ‘Atoll’)

## Historia operacional

### Albania
Los J-6 de la Fuerza Aérea de Albania reemplazaron a los J-5 en la frontera para interceptar incursiones yugoslavas en el espacio aéreo albanés. Sin embargo, el J-6 fue ineficaz contra el veloz yugoslavo MiG-21 'Fishbed'. Una vez que el F-7A estuvo disponible, el J-6 se volvió a desplegar para proteger Tirana. A partir de 2005, todos los combatientes albaneses fueron castigados debido a la falta de repuestos.

### Guerras Indo-Pakistaní
El F-6 fue volado por la Fuerza Aérea de Pakistán desde 1965 hasta 2002, el diseño del avión sufrió alrededor de 140 modificaciones para mejorar sus capacidades en los roles de interceptor y apoyo aéreo cercano. Los cazas F-6 de la PAF participaron en la Guerra Indo-Pakistaní 1971 contra India, logrando aproximadamente 6 victorias aéreas confirmadas. Los tres escuadrones paquistaníes J-6 volaron casi mil salidas, durante las cuales el PAF perdió 3-4 F-6 por fuego de tierra y sufrió múltiples pérdidas en el combate aéreo con al menos 2 atribuidos a los Sukhoi Su-7 indios. Un F-6 también se perdió en el fuego amigo. Uno de los pilotos del F-6 derribado fue Wajid Ali Khan, quien fue tomado como prisionero de guerra y luego se convirtió en miembro del Parlamento en Canadá. El F-6 de asiento individual fue retirado de la Fuerza Aérea de Pakistán en 2002, pero el entrenador de dos asientos, el FT-6, permanece en servicio en muy pocos números.

### Guerra de Vietnam
Se descubrió que la ventaja de velocidad supersónica proporcionada por el motor turborreactor más moderno del MiG-21 no era tan útil en el combate como se pensaba originalmente, porque las peleas aéreas en ese momento se llevaban a cabo casi por completo en el régimen de velocidad subsónico. Se encontró que el J-6 (y, por lo tanto, el MiG-19 también) era más maniobrable que el MiG-21 y, aunque era más lento, su aceleración durante las peleas de perros se consideraba adecuada. La Fuerza Aérea de Vietnam del Norte desplegó al menos una unidad de J-6 durante la guerra, el 925º Regimiento de Cazas, que comenzó en 1969.

### Guerra de Ogaden
Los J-6 somalíes participaron en la Guerra de Ogaden de 1977-1978 y sufrieron mucho debido a la oposición superior que enfrentaron contra los experimentados pilotos etíopes y sus aliados (los pilotos cubanos lucharon por Etiopía). Más del 75% de la Fuerza Aérea Somalí fue destruida en la guerra, pero algunos J-6 sobrevivieron hasta que el país se convirtió en una agitación a principios de la década de 1990.

### Guerra de Uganda-Tanzania
Durante la Guerra de Uganda-Tanzania de 1978-1979, los J-6 y Shenyang F-5 de Tanzania se encargaron de manejar a los posibles combatientes ugandeses que consistían en MiG-15 y MiG-17, mientras que los F-7A se encargaron de manejar aviones más avanzados de los Aliados ugandeses, como el Tupolev Tu-22 'Blinder' de Libia.

### Guerra camboyano-vietnamita
En la era del control de los Jemeres rojos de Camboya (1975-1979), los J-6 suministrados por chinos participaron en enfrentamientos fronterizos entre Kampuchea y Vietnam por ataques terrestres. Durante la invasión vietnamita en 1978, los aviones camboyanos se mostraron reacios a despegar para interceptar a los vietnamitas, por lo que los vietnamitas capturaron varios J-6 y los pusieron en exhibición pública.

### Guerra Irán-Irak
Durante la Guerra Irán-Irak de 1980–88, ambas partes desplegaron aviones de combate J-6. Documentos de la Agencia de Inteligencia de la Defensa de los Estados Unidos publicados bajo la Ley de Libertad de Información (Estados Unidos) sobre la venta de armas chinas a Irán revelan que entre 1980-87 China entregó 100 aviones de combate J-6 a Irán. Los combatientes J-6 de Irak fueron transferidos de la Fuerza Aérea Egipcia. La mayoría de las misiones J-6 realizadas durante la Guerra Irán-Irak fueron ataques de aire a tierra.

### Guerra de Afganistán
El J-6 fue utilizado por la Fuerza Aérea de Pakistán contra su creador original, la Unión Soviética; Esta aeronave se llevaría seis victorias durante combates aéreos.

## Variantes[6]
- Shenyang J-6 - (a.k.a. Tipo 59, Dongfeng-102, Producto 47 y F-6) A pesar de no tener un sufijo en la designación, el J-6 apareció después de que comenzó la producción inicial del J-6A. El J-6 era equivalente, pero no idéntico, al MiG-19S.
- Shenyang J-6A - (a.k.a. Tipo 59A, Dongfeng-103, Jianjiji-6 Jia) - La producción temprana de 1958 a 1960 fue deficiente y no fue aceptada por la Fuerza Aérea del Ejército Popular de Liberación (PLAAF). La producción se detuvo, las plantillas se desecharon y la producción se reanudó con la ayuda de la URSS. El J-6A era equivalente al MiG-19P. El vuelo inaugural fue realizado por Wang Shuhuai el 17 de diciembre de 1958. La cifra total de producción para esta variante fue de aproximadamente un centenar. Se informó que J-6A, junto con J-8B, en realidad nunca pasaron la prueba de la PLAAF. Los aviones sufrían problemas de calidad, las características de vuelo eran mucho más bajas que la J-6 y tenían poco valor operativo.
- Shenyang J-6A - La producción del J-6 se reinició después de nuevas plantillas de ensamblaje y otra asistencia adquirida de la URSS. Similar a MiG-19PF, un interceptor equipado con radar para todo tipo de clima con dos cañones NR-30 de 30 mm. Exportado como el F-6A.
- J-6B - (también conocido como Type 59B, Dongfeng-105 y Jianjiji-6 Yi) Similar a MiG-19PM "Farmer-D", interceptor con dos PL-1 (versión china del Soviet K-5 (AA-1 'Alkali' ) misiles aire-aire que montan haces; no está claro si el J-6B retiene su cañón. Solo 19 J-6B fueron construidos por Nanchang Aircraft Mfg. Co. antes de que terminara el programa.
- J-6C - (a.k.a. Jianjiji-6 Bing, Producto 55 y F-6C) Versión de caza de día con tres cañones de 30 mm y paracaídas de frenado en la base del timón. El nombre del código de este cañón es el Tipo 30-1. Al disparar a 850 disparos por minuto, es efectivo contra grandes aviones con sus municiones perforantes y altamente explosivas.
- Shenyang J-6I: prototipo de caza de un solo asiento con cono de choque fijo en la placa divisora de admisión.
- Shenyang J-6II - Prototipo de caza táctico de un solo asiento con cono de choque ajustable en una placa divisora de entrada con inclinación.
- Shenyang J-6III: versión avanzada del J-6A con radomo en la placa divisora (en lugar del cuerpo central del cono de choque) para un radar de fabricación china. También pueden haber sido designados J-6 Xin.
- Shenyang/Tianjin JJ-6 - (Jianjiji Jiaolianji - entrenador de caza, a.k.a. Producto 48 y FT-6) Entrenador de dos asientos de diseño chino, estirado 84 cm (33.1 pulg.) Para acomodar el segundo asiento, armado con un cañón de 30 mm.
- Shenyang JZ-6 - (Jianjiji Zhenchaji - luchador de reconocimiento) Versión dedicada de reconocimiento con paquete de cámara de fuselaje que reemplaza al cañón. A partir de abril de 2006, se informó que el tercer Regimiento de Reconocimiento de la PLAAF, 26 División de Aire con sede en Nanjing MR, es el último regimiento en volar activamente el JZ-6 que se niega a convertirse a JZ-8F. Exportado como el Shenyang FR-6.
- Shenyang/Tianjin JJ-6 Testbed - Testbed con asiento eyectable que sucedió a H-5 Testbed con asiento eyectable.
- Xian BW-1: banco de pruebas de control de vuelo fly-by-wire para el sistema de control de vuelo Xian JH-7.
- Guizhou J-6A - Aviones J-6A mejorados para llevar dos Misiles de Aire a Aire (AAM, por sus siglas en inglés) Infra-Red PL-2 (Pi Li - Thunderbolt). El primer vuelo fue el 21 de diciembre de 1975.

## Usuarios

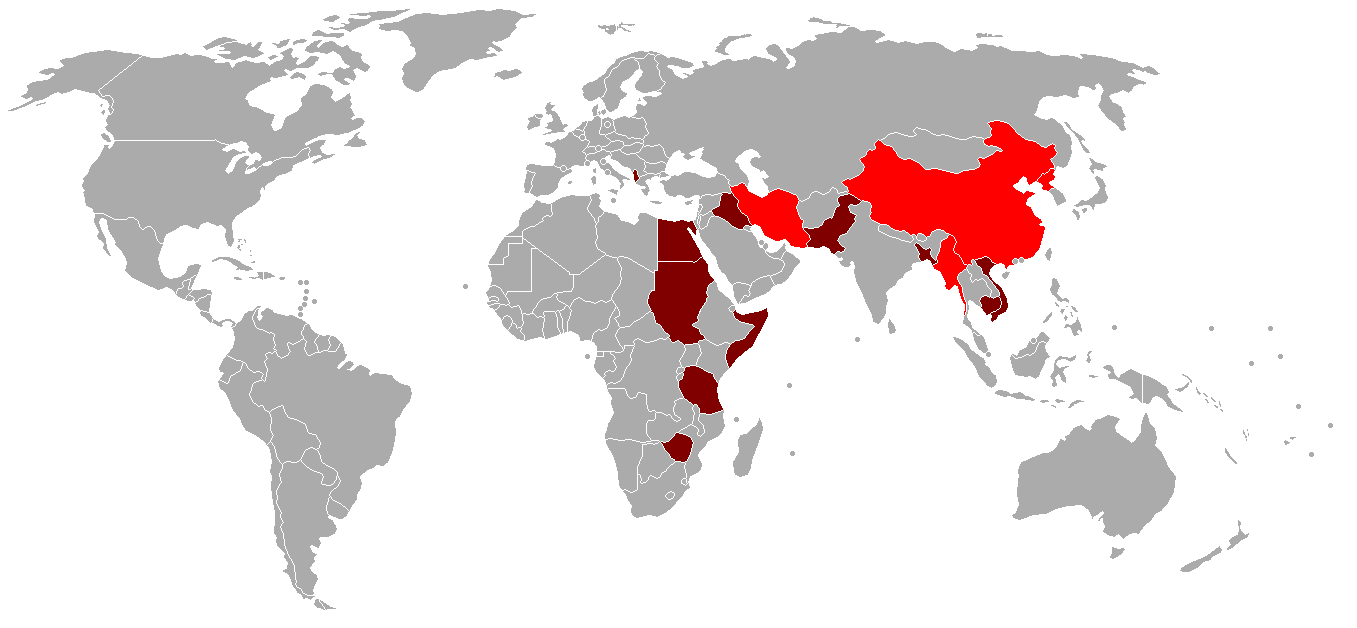
Usuarios actuales del Shenyang J-6 en rojo, antiguos operadores en rojo oscuro.

### Operadores actuales
Corea del Norte
- Fuerza Aérea Popular de Corea: 100 J-6.

### Antiguos operadores
Irán
- Fuerza Aérea de Irán: 18 F-6.

 Birmania
- Fuerza Aérea de Birmania: 12 J-6.

 Albania
- Fuerza Aérea Albanesa - reemplazó sus Shenyang J-5 por F-6 en la frontera para detener las incursiones por parte de aviones yugoslavos, sin embargo, el F-6 fue ineficaz contra los más rápidos y modernos MiG-21 yugoslavos. Una vez que los Chengdu J-7 estuvieron disponibles, el J-6 fue reasignado a la guardia de la capital Tirana. Desde el 2005 todos los J-6 están inoperantes por falta de repuestos.

 Bangladés
- Fuerza Aérea Bangladesí

 Camboya
- Fuerza Aérea de Camboya

 Egipto

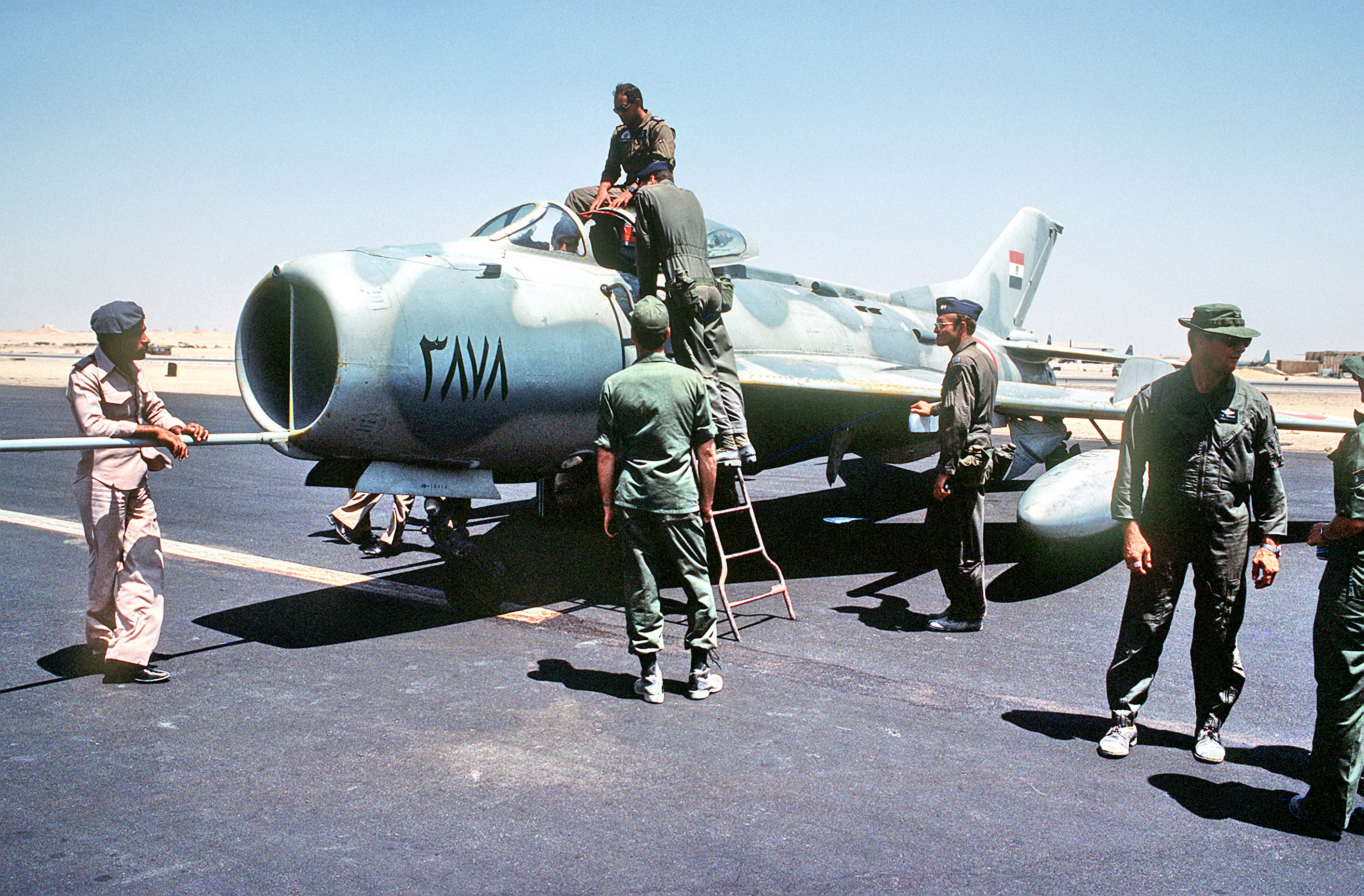
Un F-6 Egipcio

- Fuerza Aérea Egipcia- sustituido por F-16

 Irak
- Fuerza Aérea Iraquí

 Vietnam
- Fuerza Aérea Vietnam.

 Pakistán
- Fuerza Aérea de Pakistán - se retiraron en 2002, fueron sustituidos por Chengdu F-7P y F-7PG.[7]

 China
- Fuerza Aérea del Ejército Popular de Liberación- Los J-6 fueron retirados de operaciones de combate en 2005, pero siguen siendo usados como blancos a control remoto; un pequeño número de JJ-6 biplaza son utilizados en misiones de entrenamiento de pilotos pero están en proceso de ser sustituido por el JL-8 entrenador.

- Armada del Ejército Popular de Liberación

 Somalia
- Fuerza Aérea Somalí

 Siria
- Fuerza aérea árabe siria

 Sudán
- Fuerza Aérea de Sudán

 Tanzania
- Fuerza Aérea de Tanzania

 Zimbabue
- Fuerza Aérea de Zimbabue - inicialmente pilotados por los pilotos pakistaníes.

## Especificaciones (J-6)

### Características generales
- Tripulación: 1

- Longitud: 12,5 m

- Envergadura: 9,2 m

- Altura: 3,9 m

- Superficie alar: 25 m²

- Peso vacío: 5.447 kg

- Peso máximo al despegue: 7.560 kg

- Planta motriz: Liming Wopen-6A (Tumansky RD-9B)×2.

- Capacidad de combustible: 1.800 kg

### Rendimiento
- Velocidad máxima: 1.540 m/h

- Alcance máximo: 2.200 km

- Techo de vuelo: 17 900 m

### Armamento
- Cañones: NR-30 de 30 mm × 3 (70 cartuchos para cada uno de los dos ubicados en las alas, 55 cartuchos para el cañón del fuselaje)

- Puntos de sujeción:
  - Misiles aire-aire:
    - 2 x PL-2/PL-5 (versiones chinas del Vympel R-3 soviético)
    - 2 x AIM-9 Sidewinder (versión modificada por Pakistán)

  - Otras armas: Bombas de caída libre y cohetes de 55 mm.

### Desarrollos Relacionados
- Nanchang Q-5

### Aeronaves similares
- Mikoyan-Gurevich MiG-19
- F-100 Super Sabre
- Super Mystère